# Сельское поселение Садгород
Се́льское поселе́ние Садгород (посёлок) — муниципальное образование в Кинель-Черкасском районе Самарской области Российской Федерации.
Административный центр — посёлок Садгород.

## Население
| 2010  | 2012  | 2013  | 2014  | 2015  | 2016  | 2017  |
| ----- | ----- | ----- | ----- | ----- | ----- | ----- |
| 2938  | ↘2904 | ↘2855 | ↘2787 | ↘2766 | ↘2708 | ↘2664 |
| 2018  | 2019  | 2020  | 2021  |       |       |       |
| ↘2650 | ↘2585 | ↘2548 | ↘2357 |       |       |       |

## Состав сельского поселения
| № | Населённый пункт | Тип населённого пункта          | Население |
| - | ---------------- | ------------------------------- | --------- |
| 1 | Марково          | село                            | 79        |
| 2 | Новая Михайловка | посёлок                         | 3         |
| 3 | Репьевка         | село                            | 577       |
| 4 | Садгород         | посёлок, административный центр | 1964      |
| 5 | Тальники         | посёлок                         | 34        |
| 6 | Чернигово        | посёлок                         | 281       |